# Sonido Nashville
El sonido Nashville (también conocido como countrypolitan) apareció a finales de la década de 1950 como un subgénero de la música country estadounidense, y se convirtió en la corriente predominante desplazando al Honky Tonk, el sonido más popular en las décadas de 1940 y 1950. 

## Desarrollo del género
Las compañías RCA Records y Columbia Records en Nashville, Tennessee, fueron pioneras de esta forma de editar la música, la cual tuvo como miembros fundadores al mánager Steve Sholes, y a los productores Chet Atkins, Owen Bradley y Bob Ferguson, y al ingeniero de grabación Bill Porter. El principal hallazgo consistió en la sustitución de elementos del Honky Tonk (violín, guitarra de acero, primera voz nasal) con algunos elementos de la música pop de 1950 (secciones de cuerda, el fraseo suave del cantante, el uso de ritmos ingeniosos pero en ocasiones tachados de insustanciales).

## Countrypolitan
A principios de 1960 el sonido Nashville comenzó a ser desplazado por el Sonido Bakersfield. La estructura del pop del tipo Nashville derivó en lo que es el countrypolitan.
El countrypolitan tenía por objetivo llegar a un público musical más amplio, un hecho que consiguió en la década de los sesenta. Los arquitectos de este sonido fueron los productores Billy Sherill, y Glenn Sutton. Algunos otros artistas característicos del countrypolitan fueron Wynette, Glenn Sutton, Lyn Anderson, Charlie Rich, Charley Pride.
El sonido Bakersfield y más tarde el outlaw country fueron los estilos que predominaron entre los aficionados al country mientras que el countrypolitan dominó en las listas pop generales.
Cuando se le preguntó qué fue el sonido Nashville, Chet Atkins se puso la mano en el bolsillo, agitó un montón de monedas y dijo: "Eso es lo que es. Es el sonido del dinero".

## Country pop
A finales de los años 1970 y 1980, muchos cantantes de música pop, tomando el estilo countrypolitan crearon lo que se conoce como "country pop", la fusión de la música country y el soft rock.

## Ejemplos de Nashville Sound
Algunos ejemplos clásicos de grabaciones de Nashville son:
- "The Three Bells" por The Browns, 1959.
- "Four Walls" por Jim Reeves, 1960.
- "He'll Have to Go" por Jim Reeves.
- "Last Date" por Floyd Cramer, 1960.
- "I Fall to Pieces" por Patsy Cline, 1961.
- "A Little Bitty Tear", "Call Me Mister In-Between", y "It's Just My Funny Way of Laughin'" por Burl Ives, 1962.
- "The End of the World" por Skeeter Davis, 1963.
- "Here Comes My Baby" por Dottie West, 1964.
- "Make the World Go Away" por Eddy Arnold, 1965.
- "Misty Blue" por Wilma Burgess, 1966.

## Ejemplos de Countrypolitan
- "Suspicious Minds" por Elvis Presley (1969).
- "(I Never Promised You A) Rose Garden" por Lynn Anderson (1971).
- "Kiss An Angel Good Mornin'" por Charley Pride
- "Behind Closed Doors" por Charlie Rich (1973).
- "The Most Beautiful Girl" por Charlie Rich (1973).
- "Rhinestone Cowboy" por Glen Campbell (1975).
- "Slow Hand" por Conway Twitty (1982).
- La música de Ronnie Milsap.